# Gambos
Gambos ist eine Kleinstadt und ein Landkreis in Angola. Der Ort ist auch unter seiner älteren Bezeichnung Chiange bekannt.

## Verwaltung und Einwohner
Gambos ist Sitz eines gleichnamigen Kreises (Município) in der Provinz Huíla. Der Kreis umfasst eine Fläche von 8150 km² mit etwa 50.000 Einwohnern (Schätzung 2011). Die Volkszählung 2014 soll fortan für gesicherte Bevölkerungsdaten sorgen.
Der Kreis Gambos setzt sich aus zwei Gemeinden (Comunas) zusammen:
- Chimbemba
- Gambos